# Terranova i Labrador
Terranova i Labrador (anglès Newfoundland and Labrador, francès Terre-Neuve-et-Labrador, gaèlic Talamh an Éisc agus Labradóir) és una província del Canadà.
Geogràficament la província comprèn l'illa de Terranova i part del Labrador, una península a terra ferma del continent. En entrar al Canadà el 1949, tota la província era coneguda com a Terranova. Però des del 1964 el govern provincial s'autoanomena «Govern de Terranova i Labrador», i el 6 de desembre del 2001 s'introduí una esmena a la constitució canadenca per canviar el nom oficial de la província cap a «Terranova i Labrador». En converses quotidianes, però, els canadencs encara tendeixen a referir-se a la província amb el nom, més curt, de Terranova.

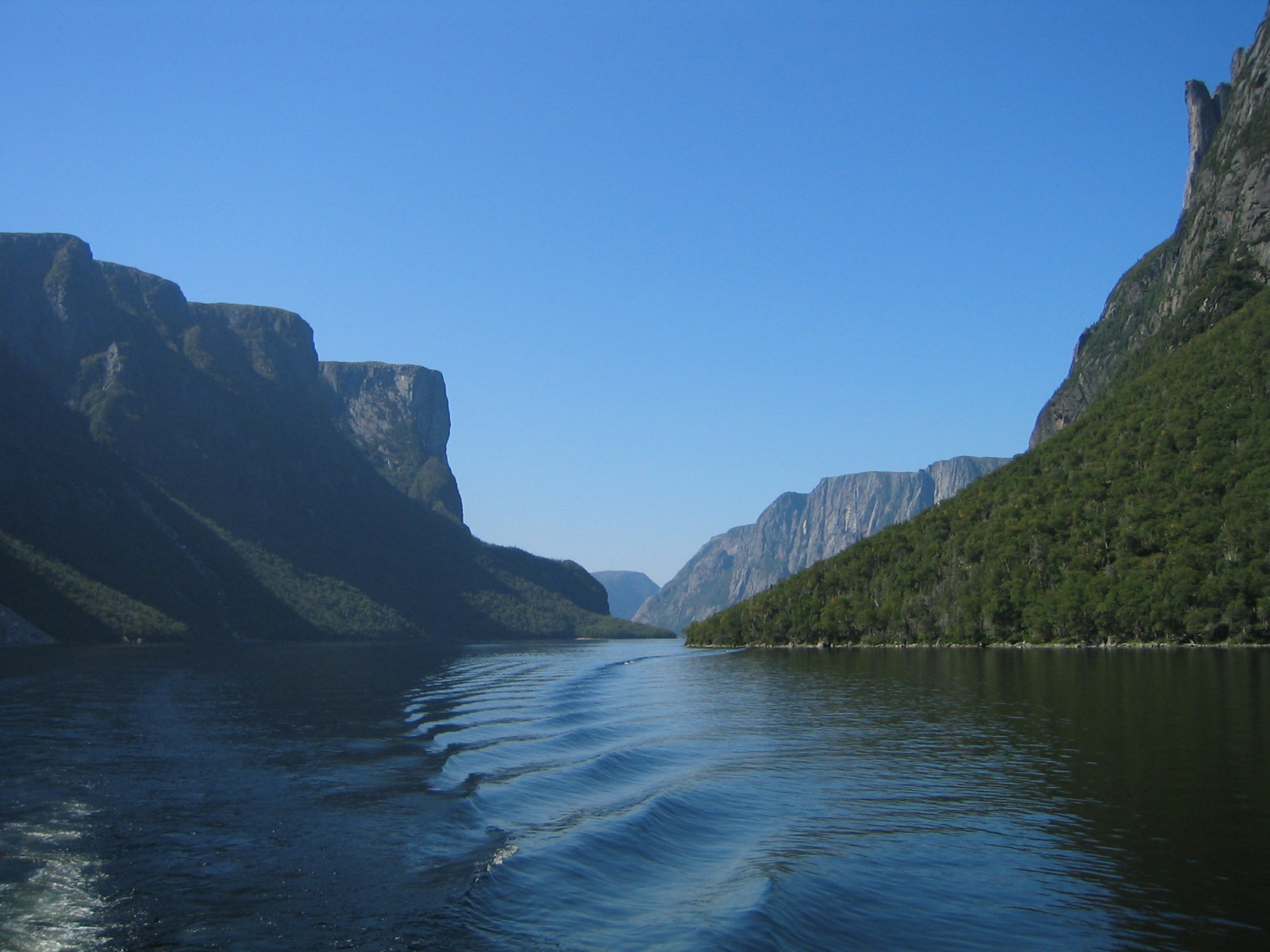
Paisatge natural de Terranova.